# Гликоли

Структурная формула этиленгликоля

Глико́ли (дио́лы, двуха́томные спирты) — класс органических соединений, содержащих в молекуле две гидроксильные группы. Имеют общую формулу CnH2n(OH)2. Простейшими гликолями являются: метандиол CH2(OH)2 и этиленгликоль НО−СН2−СН2−ОН.

## Номенклатура
Названия гликолей образованы от названий соответствующих углеводородов с суффиксами -диол или -гликоль:
{\displaystyle {\ce {HO-CH2-CH2-OH}}} — 1,2-этандиол, этиленгликоль,
{\displaystyle {\ce {HO-CH2-CH2-CH2-OH}}} — 1,3-пропандиол, 1,3-пропиленгликоль.

## Физические и химические свойства
Низшие гликоли представляют собой бесцветные прозрачные жидкости со сладковатым вкусом. Безводные гликоли гигроскопичны. Из-за наличия двух полярных OH-групп в молекулах гликолей у них высокие вязкость, плотность, температуры плавления и кипения.
Низшие гликоли хорошо растворяются в воде и органических растворителях (спиртах, кетонах, кислотах и аминах). В то же время гликоли сами являются хорошими растворителями для многих веществ, за исключением ароматических и высших предельных углеводородов.
Гликоли обладают всеми свойствами спиртов (образуют алкоголяты, простые и сложные эфиры), при этом гидроксильные группы реагируют независимо друг от друга, образовывая смесь продуктов.
С альдегидами и кетонами гликоли образуют 1,3-диоксоланы и 1,3-диоксаны.

## Получение и применение
Гликоли синтезируют несколькими основными способами:
- гидролиз соответствующих дихлоралканов
{\displaystyle {\ce {Cl-CH2-CH2-Cl->[{\ce {Na2CO3}}][200~^{\circ }{\text{C, 10 MPa}}]HO-CH2-CH2-OH,}}}
- окисление алкенов перманганатом калия,
- гидратация оксиранов (эпоксидов).

Гликоли служат в качестве растворителей и пластификаторов. Этиленгликоль и пропиленгликоль используются в качестве антифриза и гидравлических жидкостей. Благодаря высокой температуре кипения (например, 285 °C у триэтиленгликоля), гликоли нашли применение в качестве тормозной жидкости. Гликоли применяются для получения различных эфиров, полиуретанов и др.